# Estella Warren
Estella Warren est une actrice, mannequin et nageuse synchronisée canadienne, née le 23 décembre 1978, à Peterborough (Ontario).

## Biographie
Estella Warren pratique très jeune la natation synchronisée et devient membre de l’équipe du Canada à l’âge de 19 ans. Elle déménage à Toronto pour se consacrer à ce sport et est présélectionnée pour les Jeux olympiques d'été de 1996 à Atlanta, mais elle préfère finalement la carrière de mannequin.
Elle s’installe alors aux États-Unis et décroche des campagnes publicitaires pour Cacharel (photographe Jean-Paul Goude, 1996), Andrew Marc (en), Perry Ellis, Naf Naf (photographe Philippe Robert, 2000), Nine West (en).
Elle est l’égérie de Chanel et apparaît à deux reprises, en 1998 et 2000, dans les films publicitaires Le Chaperon Rouge du parfum No 5 de Chanel réalisés par Luc Besson, et sur les affiches signées par Jean-Paul Goude (1999 et 2000).
À la suite de cette expérience devant la caméra, elle décide de devenir actrice. En 2001, elle interprète des petits rôles dans Perfume et Driven, et aussi un plus important dans le reboot de la Planète des singes de Tim Burton.
Le 7 mai 2017, elle est arrêtée pour violences domestiques, elle a jeté du liquide de nettoyage sur son compagnon lors d'une altercation. Elle est libérée le jour même après avoir payé une caution de 20 000 dollars.

## Filmographie

### Cinéma
- 2001 : Sex trouble (Tangled):  Elise Stevens
- 2001 : Driven : Sophia Simone
- 2001 : La Planète des Singes (Planet of the Apes) : Daena
- 2001 : Perfume : Arrianne
- 2003 : Kangourou Jack (Kangaroo Jack) : Jessie
- 2003 : Lady Chance (The Cooler) : Charlene
- 2004 : Pursued : Emily Keats
- 2004 : Trespassing (Evil Remains) : Kristy Goodman
- 2005 : Un secret pour tous (Her Minor Thing) : Jeana Summers
- 2006 : Tachephobia : Jesse Lenox
- 2006 : Pucked (National Lampoon's Pucked) : Jessica
- 2008 : Irreversi (en) : Kat
- 2009 : La Belle et la Bête (Beauty and the Beast) : Belle
- 2010 : See you in September (en) : Lindsay
- 2010 : Transparency : Monika
- 2011 : The Last Tango : Maria
- 2012 : The Stranger Inside de Adam Neutzsky-Wulff : Emily
- 2012 : No Way Out de Ray Loriga : Maria
- 2015 : Nocturna : Belinda Moldero
- 2016 : Kill the President : Rebecca Niles
- 2017 : Just Within Reach : Grace
- 2019 : Undateable John : Jane

### Télévision
- 2003 : La Confiance trahie (I Accuse) (Téléfilm) : Kimberly Jansen
- 2003 : That '70s Show (série télévisée) : Raquel
- 2004 : Blowing Smoke (Téléfilm) : Faye Grainger
- 2005 : Ghost Whisperer (série télévisée) : Alexis Fogarty
- 2005 : New York, unité spéciale (Law & Order: Special Victims Unit) (saison 7, épisode 2) : April Troost
- 2005 : New York, police judiciaire (Law & Order) (saison 16, épisode 2) : April Troost
- 2007 : Lies and Crimes (Téléfilm) : Sally Hansen
- 2009 : Blue Seduction (Téléfilm) : Matty
- 2009 : Mental (série télévisée) : Nicole Graham
- 2013 : Intuition maternelle (Dangerous Intuition) (Téléfilm) : Laura Beckman
- 2017 : Feel the Dead (série télévisée) : Skyler
- 2018 : Age of the Living Dead (série télévisée) : Michelle

### Jeu vidéo
- 2021 : Fate Dangerous Horizon's Ride & Wide 20 : Jesse Fox (voix)

### Publicités
- 1998 : Le Chaperon Rouge (clip publicitaire pour le No 5 de Chanel) de Luc Besson : le Chaperon Rouge[11]
- 2002 :  Le Chaperon rouge, autre version du clip publicitaire pour No 5 de Chanel, toujours réalisé par Luc Besson.

### Clips
- 2011 : I Need a Doctor - Dr. Dre ft. Eminem et Skylar Grey
- Afterglow - INXS[Quand ?]
- Beyond Time - Blank & Jones[Quand ?]

## Distinctions
Elle a reçu le Razzie Awards 2001 pour Driven et La Planète des Singes dans la catégorie « Pire second rôle féminin ».